# Welland (kanál)
Welland (anglicky Welland Canal) je 43,4 km dlouhý lodní kanál spojující Erijské (Port Colborn) a Ontarijské jezero (Port Weller v St. Catharines). Je důležitou součástí Saint Lawrence Seaway, sítě kanálů propojující jednotlivá Velká jezera, řeku sv. Vavřince a Atlantik. Část této sítě, k níž náleží, se jmenuje Great Lakes Waterway. Ročně ním projde asi 40 miliónů tun nákladu. Současný kanál Welland je již čtvrtý v pořadí – první kanál tohoto jména byl otevřen v roce 1829 a dostavěn v roce 1833. Původně spojoval Port Dalhousie a Port Robinson na řece Welland (v roce 1833 prodloužen až k městu Welland).